# Robert Scott (musicista)
Robert Scott (...) è un musicista neozelandese membro fondatore dei gruppi The Bats e The Clean.

## Discografia
- 1998 - 'The Creeping Unknown
- 2007 - Tascam Hits
- 2008 - Songs of Otago's Past
- 2010 - Ends Run Together
- 2013 - The Professor and the Team
- 2014 - The Green House
- 2014 - Shix
- 2017 - On Golden Pond (con Alastair Galbraith)
- 2017 - The Greenhouse Roughs